# Acceglio (formatge)
L'Acceglio és un formatge de llet crua de vaca, que es consumeix fresc a Acceglio, a la província de Cuneo.
L'elaboració consisteix a afegir el quall natural a la llet, que ha d'estar a una temperatura entre 18 i 20 °C. El quall més apropiat és el de xai. Després de la coagulació, la massa de formatge es posa en un motlle de forma arrodonida d'un diàmetre inferior als 10 cm i de pocs centímetres d'alçada. Després es deixa madurar en el cànem durant dos o tres dies. El pes és de 150 grams. La pasta és de color blanc perla, sense escorça. Aquest formatge només es produeix a l'estiu i a causa del seu consum mínim, té un alt risc d'extingir-se.